# Osorkon I in bronzo (57.92)
La statuetta di Osorkon I in bronzo (57.92) è un'antica statua egizia raffigurante il faraone Osorkon I (924–889 a.C.) della XXII dinastia egizia nell'atto di offrire vino a una divinità: tipico esempio del prestigio assunto dalla lavorazione del bronzo (preferito alla statuaria in pietra) all'epoca dei faraoni d'origine libica (X–VIII secolo a.C.) e nel Terzo periodo intermedio in generale.

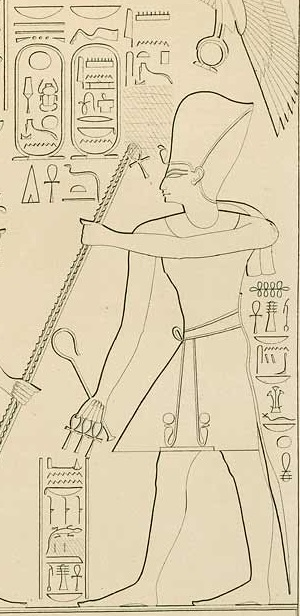
Rilievo di Osorkon I, da Karnak (copia di Karl Lepsius).

Un'iscrizione rinvenuta nella città di Bubasti, nel Basso Egitto, sede del governo dei sovrani della XXII dinastia al pari di Tani, attesta la generosità di Osorkon I nell'offrire oggetti in oro, argento e bronzo a vari templi del Paese; la statuetta in questione, opera d'alto artigianato, potrebbe aver fatto parte di un simile corredo di doni da parte del sovrano. Re Osorkon I indossa il copricapo khat, avanza un passo con la gamba sinistra e il braccio sinistro, dal gomito ad angolo retto, è proteso nell'offerta di un vasetto nu. Tracce di argento sulla coscia sinistra, tra la mano e il vasetto e tra le pieghe del copricapo suggeriscono che la statuetta fosse originariamente rivestita nella sua interezza di questo prezioso metallo. Oltre alle pieghe del gonnellino, intarsi d'oro tracciano anche varie immagini e simboli sacri sul corpo del re: i cartigli dei suoi nomi sul petto, sul gonnellino e sulla spalla sinistra; la dea-avvoltoio Nekhbet, grande patrona dell'Alto Egitto, apre le ali sulla sua schiena; un dio-falco (Ra-Horakhti?) con la Doppia Corona faraonica dell'Alto e Basso Egitto sul fianco destro; un ibis (Thot?) sull'addome; una dea antropomorfa, con copricapo di corna di vacca e disco solare, sul fianco sinistro
L'arte egizia del Terzo periodo intermedio fu particolarmente influenzata sia dallo stile thutmoside che da quello ramesside, a sua volta debitore del primo: la statuetta di Osorkon I esemplifica tali modelli, per esempio, nella snellezza del sovrano (a differenza delle sculture più tarde dei faraoni libici, che presenteranno un appesantimento del torso e un abbassamento dei lombi).